# Хантер, Роберт (губернатор)
Роберт Хантер (англ. Robert Hunter; 1666 — 31 марта 1734) — британский офицер и колониальный администратор. Он служил в британской армии и участвовал в Войне за испанское наследство в качестве адъютанта при герцоге Мальборо. В 1707 году он был назначен губернатором колонии Вирджиния, но попал в плен к французам по пути в колонию, поэтому его обязанности выполнял вице-губернатор вплоть до назначения нового губернатора Гамильтона; в 1709 году он был освобождён, а в 1710 году его назначили губернатором колонии Нью-Йорк и одновременно губернатором Нью-Джерси. Он оказался способным, талантливым, и всеми уважаемым губернатором. В 1719 году его назначение было отозвано, а впоследствии он был назначен губернатором Ямайки.